# América Brasileira
América Brasileira foi uma revista lançada no Rio de Janeiro  em dezembro de 1921, editada e dirigida pelo alagoano Elísio de Carvalho, antigo chefe do Gabinete de Identificação da Polícia do Rio de Janeiro.
Diferente de outras publicações da época, não se originou de um grupo de intelectuais vinculado a corrente estética ou artística, mas publicou 36 números completos, com assuntos variados, com temas como “crítica dos problemas nacionais; defesa militar e econômica; resenha da vida internacional; estudo das possibilidades e realizações brasileiras; expoente da cultura nacional em suas várias modalidades”.
Era propriedade da empresa Monitor Mercantil e contava com a colaboração de inúmeros intelectuais que, inspirada em Alberto Torres, buscava soluções para problemas nacionais e refletia sobre a identidade da nação, com Diego Carbonell, Rufino Blanco-Fombona e Graça Aranha, Ronald de Carvalho, Renato Almeida e  Ribeiro Couto, chamados por Mário de Andrade de "essa gente do Rio...". 
Entre os anunciantes,  o Biotônico Fontoura, veiculos Buick, a Livraria Garnier e diversas casas bancárias. Entre os ilustradores, Fernando Correia Dias, Di Cavalcanti, Jorge Barradas e Zina Aita.